# Mein Opa ist der Beste
Mein Opa ist der Beste ist ein österreichischer Fernsehfilm, der erstmals 1996 ausgestrahlt wurde. Er ist dem Spielfilm Meine Tochter lebt in Wien aus dem Jahr 1940 nachempfunden.

## Handlung
Franz Sedlak ist pensionierter Kaffeehausbesitzer, Grantler und Hypochonder in Wien. Um abzunehmen joggt er oft im Prater. Er ist ständig betrübt und missmutig, weil seine Tochter Johanna mit 17 abgehauen ist und er lange nichts von ihr gehört hat. Auch ist Franz mit seinem Nachbarn und Schachspielfreund – Herrn Fürst – verfeindet, da Franz seine Schuhe an seiner Fußmatte abstreift.
Franz behandelt seine Haushälterin Gertrud nicht gerade freundlich. Da Johanna in Kürze ihren 25. Geburtstag feiert, besorgt Gertrud eine Glückwunschkarte, die Franz strikt verweigert.
Im Kaffeehaus spielt Franz mit Herrn Fürst Schach, wobei die beiden ebenfalls streiten. Jedoch bedient Franz die anderen Gäste freundlich. Der Oberkellner Leo (an den Franz das Kaffeehaus verpachtet hat) gibt beim Schachspiel Belehrungen. Nach einer heftigeren Aufregung erleidet Franz (angeblich) einen Herzanfall, bekommt Alkohol zu trinken und verlangt nach der Rettung. Im Spital stellt sich heraus, dass der Zustand von Franz nur harmloses Herzstechen ist. Gleich darauf spricht der Arzt mit der Schwester eines anderen schwer herzkranken Patienten, für den jede Hilfe zu spät kommt, und Franz bezieht diese Diagnose irrtümlich auf sich. Vorerst gibt Franz die falsche Diagnose seinen Freunden aus dem Kaffeehaus bekannt, die beinahe für eine Bestattung gesorgt hätten.
Franz ist nun sehr bestrebt, seine Tochter Johanna vor seinem angeblichen Ableben zu sehen, wobei er keine Ahnung hat, wo Johanna lebt, da er alle ihre Briefe ungelesen vernichtet hat. Gertrud zeigt Franz ein von ihm irrtümlich zerrissenes Foto, das Johanna mit Wolfgang Ohr – einem Restaurantbesitzer – und einem „ominösen“ Enkelkind vor einer Villa am Wörthersee zeigt. Franz weiß nicht, ob sein Enkelkind ein Bub oder Mädchen ist, da sich der Riss über das Gesicht des Kindes erstreckt und vermutet, dass es ein Bub ist.
Johanna lebt mit ihrer dunkelhäutigen Tochter Samantha (alias Sami) und mit der Kellnerin Gisi Holm, die auch im Casino arbeitet, in Velden. Wolfgang Ohr (Johannas Chef) hat einen Streit mit seiner Frau Hanni, da er sie oft mit Frauen betrügt. Hanni reist daraufhin mit ihrer besten Freundin Gloria und dem Hund nach Venedig. Dort ist Gloria von der Stadt fasziniert, Hanni ist jedoch missmutig.
Franz beschließt, Johanna ohne Ankündigung zu besuchen. Jedoch informiert Gertrud Johanna telefonisch über den geplanten Besuch, was Johanna erschüttert, aber Sami erfreut. Johanna plant nun mit Gisi die Vortäuschung einer intakten Familie. Gisi arrangiert dafür den schüchternen Eddi als Johannas Ehemann, den jedoch Franz nicht kennenlernt. Gisis Sohn Max soll den Enkel von Franz spielen, was ihn aber nicht gerade erfreut.
Wolfgang lädt Franz in sein Restaurant, in dem eine große Hochzeit gefeiert wird, ein. Franz hilft dort unerlaubterweise beim Servieren und kommandiert auch die Kellner herum. Auch Sami hilft mit Fleiß beim Service. Als Johanna Sami abholen will, sieht sie ihren Vater mit Sami tanzend.
Am nächsten Morgen, als Franz joggt, trifft er nach acht Jahren auf seine Tochter Johanna und versöhnt sich mit ihr. Danach soll Franz in der Wohnung von Johanna und Gisi seinen angeblich gleichnamigen „Enkel“ treffen. Dies führt zu einem Kindertausch zwischen Johanna und Gisi. Der Bub Max verhält sich gegenüber Franz missmutig und ablehnend. Sami ist hingegen freundlich. Im Gastgarten erklärt Sami dem „Onkel“ Franz die Regeln beim Segeln, wobei Sami irrtümlich ein Bierglas am Nachbartisch verschüttet. Dies löst eine Debatte über Afrikaner mit den Tischnachbarn aus.
Am nächsten Tag joggt Franz ebenso und findet seine Tochter Johanna und Gisi in der Fleischerei mit Eddi küssend vor. Zugleich trifft Franz auf Wolfgang und wimmelt ihn von der Fleischerei ab, da Franz von Hunger geplagt ist.
Später verrät Sami Franz, das Johanna ledig ist und Franz vermutet, dass Max ein uneheliches Kind sei. In der Villa Ohr findet Franz nun Wolfgangs Ehefrau Hanni im Badezimmer vor und hält diese für eine Nebenbuhlerin (Hasi). Diese ist verärgert, da Franz sie gewaltsam anfasst und hinausschmeißen will. Franz drängt nun Wolfgang Ohr dazu, Johanna kirchlich zu heiraten, da sein angeblicher Enkelsohn Max eine ordentliche Familie brauche. Wolfgang missversteht die Situation und vermutet, dass seine Frau Hanni ein Kind eines anderen Mannes hat und beschließt, sich scheiden zu lassen. Hanni bestreitet aber strikt, ein außereheliches Kind zu haben. Als Johanna dazustößt, klärt sich der große Irrtum auf, den Franz verursacht hat. Auch gesteht Johanna, keinen Sohn zu haben. Franz ist daraufhin zutiefst erschüttert, täuscht einen neuen Herzanfall vor und besteht darauf, mit der Rettung nach Wien befördert zu werden, um dort sterben zu können.
Sami macht sich daraufhin alleine auf den Weg mit dem Zug nach Wien und fährt dort mit dem Taxi ins AKH, um ihren Opa besuchen zu können. Sie wird vorerst von der Stationsschwester abgewiesen, da Franz absolute Ruhe benötige und niemanden sehen will. Sami schleicht jedoch heimlich in das Zimmer ihres Opas. Franz ist vorerst missmutig und glaubt, sein Ende vor sich zu haben. Schließlich versöhnen sich die beiden, wobei Sami gesteht, seine (dunkelhäutige) Enkelin zu sein. Auch Johanna stößt schließlich dazu und findet Sami bei Opa im Bett vor. Zudem klärt auch der Arzt den Irrtum um den angeblich schlechten Gesundheitszustand auf; Franz hat somit ein kerngesundes Herz und beschließt vor Freude, segeln zu lernen. In Kärnten gibt Sami dem Opa Anweisungen beim Gebrauch des Segelbootes und es kommt zu einer Segelrunde am Wörthersee.
Der Schluss und Abspann des Filmes wird mit einem Song von Louis Armstrong untermalt.

## Rezeption
Das Remake des Filmklassikers Meine Tochter lebt in Wien mit Hauptdarsteller Hans Moser wurde erstmals am 12. April 1996 in der ARD ausgestrahlt. In Österreich verbuchte der Fernsehfilm eine Einschaltquote von sehr guten 1751000 und in Deutschland von fünf Millionen Zusehern. Der Erfolg führte dazu, dass Otto Schenk 1996 in Mein Opa und die 13 Stühle und 1999 in Ein Herz wird wieder jung erneut in Hans-Moser-Tradition zu sehen war.

## Kritiken
Der Filmdienst beurteilt Mein Opa ist der Beste als „anspruchslose Verwechslungskomödie mit einigen gefühligen Momenten“.
Die Zeitschrift TV Movie befand den Fernsehfilm als „simpel erzählt, aber doch zu Herzen gehend.“